# 츠바사 -RESERVoir CHRoNiCLE-의 등장인물
이 문서에서는 츠바사 -RESERVoir CHRoNiCLE-의 등장인물, 및 애니메이션 《츠바사 -RESERVoir CHRoNiCLE-》을 서술한다.

### 쿠로가네
성우 : 이나다 테츠 / 정승욱
전국시대를 생각나게 만드는 나라 일본국에서 최강으로 소문난 닌자. 여행의 목적은 자신의 세계로 돌아가는 것. 그것을 위해 지불한 대가는 은룡(銀竜)이라고 하는 애지중지하는 파마의 검(破魔刀)이다. 무뚝뚝하고 감정 표현이 서투르지만, 침체한 샤오랑을 자기 나름대로 격려해주는 상냥함의 소유자이다. 또, 일행 중에서는 어른스러운 면도 보인다. 무익한 살생을 많이 했다는 이유로, 주군인 토모요에게 사람을 죽이게 할 때마다 힘이 줄어드는 저주를 받아 수행이라는 명분으로 강제로 다른 세계에 있는 차원의 마녀 유코한테로 보내진다. 샤오랑의 검술 스승.

### 파이 D 플로라이트
성우 : 나미카와 다이스케 / 김영선
통칭 파이. 세레스국의 마법사. 여행의 목적은 다양한 세계를 돌아다니는 것. 지불한 대가는 마력을 억제하기 위한 문신. 항상 얼굴에 미소를 띄우며 대체로 실수없이 일을 잘 해내지만, 약한 모습을 보이는 경우는 거의 없다. 그가 봉인한 세레스국의 왕 아슈라로부터 달아나기 위해서 차원의 마녀 유코가 있는 곳에 온다. 전투시에는 서포트로서 활약한다. 항상 생글생글 웃지만 비밀이 많은사람.

### 모코나 (소엘) 모도키
성우 : 키쿠치 미카 / 류점희
찹쌀떡처럼 생긴 하얀 모코나 모도키. 유코가 샤오랑 일행에게 준 수수께끼의 생명체. 일인칭은 모코나. 어린 아이와 같이 밝고 귀엽고, 장난꾸러기인 성격을 갖고 있는 일행의 무드 메이커. 이 세계로 건너가, 본래는 통하지 않는 이 세계의 말을 알아들을 수 있게 하는 등의 여러 가지 특수 능력과 108개의 비밀기술을 갖고 있다.

### 리 샤오랑 (츠바사)
페이왕 리드에 의해 오랜시간 감금당해 있었다. 또 다른 샤오랑의 오른쪽눈에 자신의 마음을 심어주었으나 오른쪽 눈의 봉인이 풀리자 싱훠의 도움을 받아 유코에게 돌아간후 xxx홀릭의 와타누키 키미하루가 지불한 대가를 통해 사쿠라 일행이 있는 곳으로 오게 된다.
(최대한 돌려서 서술하지만, 그래도 반전요소 및 스토리상의 스포일러 성이 너무 심하므로 본 문서를 보기전에 작품을 감상하고 보는것을 추천, 미완성 엉터리 문서)

## 카드캡터 사쿠라의 캐릭터

### 샤오랑
성우 : 이리노 미유 / 엄상현
주인공. 다른 세계에 흩어진 사쿠라의 기억의 파편을 찾고 있다. 그것을 위해 차원의 마녀 유코에게 ‘소중한 사람과의 관계성’을 대가로 바쳤다. 성실한 노력가로, 한번 결정한 일은 결코 단념하지 않는 강한 정신력을 갖고 있다. 어린 시절의 기억이 없으며, 고고학자인 양아버지를 만나고 나서는 그와 함께 각지를 여행하였다. 크로우국의 유적 조사를 목적으로 크로우국에 체재하였다. 양아버지를 잃고나서는, 유적 발굴로 생계를 꾸려나가면서 혼자서 살고 있었다. 사쿠라에게서 함께 궁전에서 살자고 제안을 받지만, 왕족도 아닌데 궁전에 사는 건 이상하다며 거절했다. 오른쪽 눈은 보이지 않는다. 오른쪽 눈의 봉인이 풀리면서 본인의 마음을 잃어 사쿠라의 기억이 돌아와도 ‘사쿠라와의 관계성'은 깨지게 된다.

### 사쿠라
성우 : 마키노 유이 / 이용신
히로인. 페이왕 리드의 음모 때문에, 기억이 다른 세계로 흩어져 버린 크로우국의 공주. 천진난만한 성격과 누구한테도 사랑받는 상냥한 마음의 소유자. 혼수 상태는 벗어났지만 아직도 기억이 완전하지 않기 때문에 갑자기 자 버리는 일이 생긴다. 강한 영감이 있어서 자연물이 아닌 존재를 느끼고 소통하는 일이 가능하다. 술에 취하면 행동이 대담해지거나 주위를 신경쓰지 않고 폭주해버린다.
대가를 지불한 영향으로 사오량과의 관계에 관한 일을 생각해 내려고 하거나 다른 사람으로부터 듣거나 하면, 자동으로 기억 속에서 말소되어 버린다. 후에 도쿄에서 되찾은 몽견사의 힘을 통해 기억을 일부 되찾으나 샤오랑이 빌려온 마음을 잃어버려 관계성은 깨지고만다. '소중한 사람과의 관계성' 이는 사실 샤오랑이 지불한 대가가 아닌 사쿠라가 지불한 대가이기 때문이다.
토우야
크로우국의 왕국의 왕이고 사쿠라의 오빠다.
유키토
크로우국의 신관이다. 샤오랑과 사쿠라를 차원의 마녀(이시하라 유코)에게 보낸다.
토모요
일본국의 공주로 쿠로가네를 수호인과 함께 이시하라 유코에게 보낸다. 단 수호인을 '사람을 죽일때마다 힘을 잃는다'라는 거짓 저주로 포장한다.
야마자키 타카시
피플월드의 레이스 심판. 카트캡터 사쿠라에서 등장했던것처럼 여전히 허풍이 심하다. 이 허풍을 통제하는 역할인 치하루의 역할을 엔젤릭 레이어의 타마요가 하고 있다.

## xxx Holic의 캐릭터
이시하라 유코, 모코나 모도키(검은 색), 와타누키 키미히로

## 마법기사 레이어스의 캐릭터
레이어스(한신 공화국에서 샤오랑에게 붙어있던 쿠단), 세레스(한신 공화국에서 쿠로가네에게 붙어있던 쿠단), 윈덤(한신 공화국에서 파이에게 붙어있던 쿠단), 에메로드, 모코나
프리메라
한신 공화국의 미소녀 아이돌이다. 쇼고를 좋아해서 쇼고의 관심을 받은 샤오랑으로 착각한 마사요시와 모코나를 납치한다.

## X의 캐릭터
아리스가와 소라타
평행세계 어디를 가도 키슈 아라시와 사귀던가 결혼한 상태이며 사투리를 쓴다.
키슈 아라시
팽행세계 어디를 다고 무녀이던가 아리스가와 소라타와 결혼하면서 은퇴한 상태.
아사기 쇼고, 카무이(시로우 카무이)스바루의 쌍둥이 흡혈귀(츠바사), 스바루(스메라기 스바루)카무이의 흡혈귀 쌍둥이(츠바사), 세이시로(사쿠라즈카모리) 흡혈귀 사냥꾼(츠바사), 후마(모노우 후마) 세이시로의 동생, 레어템 사냥꾼(츠바사) 등…(도쿄 시청 때 물을 차지하기 위해 있던 총 14명의 사람들이 전부 X의 등장인물)

## 신춘향전
춘향

## 성전-RG VEDA-의 캐릭터
아수라왕(아수라족의 왕:츠바사), 야차왕(야차족의 왕:츠바사), 건달파왕(아마테라스:츠바사), 소마, 쿠마라

## 클램프 학원 탐정단의 캐릭터
이모노야마 노코루, 타카무라 스오, 이쥬인 아키라 (암행어사)

## 엔젤릭 레이어의 캐릭터
블랑셰(앵도국 즉결심사과의 아가씨), 히카루 (체스판의 최종병기그녀), 키사키 타마요 (피플월드의 레이스 심판)

## 쵸비츠의 캐릭터
치이(파이가 깃털로 만들어낸 여자)
파이와 같이 있다가 파이의 부탁으로 모습을 바꾼다.
코토코, 스모모

## 이상한 나라의 미유키의 캐릭터
일행이 새로운 세계에 도착할 때마다 이상한 나라의 미유키의 주인공 미유키가 뒷배경에서 달려가는 모습이 보인다. (때로 앞면에 나올 때도 있다.) 대개는 가방을 들고 때때로 입에 빵을 문 채 급히 달려가는 모습으로, 원작에서 미유키가 학교에 자주 지각하는 면을 나타낸 것이다.